# Нейчерс-Валли
Нейчерс-Валли (англ. Nature's Valley, рус. Природная долина) — деревня в муниципалитете Битоу, район Эден, Западно-Капская провинция, ЮАР.

## География, описание
Деревня расположена на побережье Индийского океана, вытянувшись вдоль него примерно на 1,7 км, уходя в глубь континента на 300—400 метров. В восточной части деревни находится устье реки Грут, а сразу на ним начинаются отроги гор Цицикамма. Нейчерс-Валли являются частью так называемого Садового Пути и расположена на территории национального парка Цицикамма. Через деревню проходит автодорога R102.
Через окрестности деревни проложены несколько туристических пешеходных троп: в частности, у устья Грут оканчивается Выдровая тропа длиной 41 километр. Бабочка Orachrysops niobe, описанная в 1858 году, долгое время считалась исчезнувшей, пока снова не была замечена в 1977 году в Нейчерс-Валли.
В Нейчерс-Валли около 50 зданий, один магазин, нет банков.
В 8 километрах от Нейчерс-Валли находится мост Блукранс, знаменитый одним из самых высоких банджи-джампингов в мире — человек проводит в полёте около 160 метров.
В 6,5 километрах к северо-западу от Нейчерс-Валли находится крупнейший в мире авиарий «Птицы Эдема».

## История
Самые древние следы жизни на этом месте датируются одним миллионом лет. Около 10 000 лет назад здесь жили бушмены, которые затем были вытеснены готтентотами.
Британский военнослужащий, инженер, архитектор, художник и натуралист Чарльз Колье Мичелл, путешествуя в этих местах, в 1839 году написал: «Здесь практически невозможно пройти, нет даже тропы, от Плеттенберг-Бей до района Цицикамма». С 1867 по 1883 год инженером Томасом Бэйном была построена дорога от Джорджа до Найсны, которая получила прозвище «Дорога семи перевалов». В процессе этого грандиозного строительства было построено небольшое ответвление Grootrivier Pass, которое связала Нейчерс-Валли с остальным миром.
После этого в деревне стали появляться первые постоянные жители-европейцы. Первым считается некий Хендрик Якобус Херманус Барнардо, который приобрёл здесь участок земли площадью 69 гектаров. Этот человек очень заботился о сохранении первозданных лесов региона, но в то же время нещадно и бездумно уничтожал их обитателей. Также о Хендрике известно, что он был трижды женат, имел в общей сложности 19 детей, а один из его сыновей в 1881 году убил последнего слона в регионе.
В 1941 году потомки Барнардо после долгих уговоров согласились продать часть принадлежащей им земли. Группа из десяти покупателей приобрела у них чуть меньше одного гектара земли за 755 фунтов стерлингов. В 1943 году барон Ульрих Бер из Курземе начал процесс покупки оставшихся у Барнардо гектаров, и успешно завершил это предприятие за десять лет. В 1953 году поселение официально получило статус тауншип и окончательное имя, данное лично новым хозяином, — Нейчерс-Валли (рус. Природная долина).

## Демография
По переписи 2011 года в Нейчерс-Валли постоянно проживало 460 человек. Из них: чёрные африканцы (в основном банту) — 53,7 %, белые — 32,4 %, цветные — 11,5 %, индийцы и другие азиаты — 2 %, прочие — 0,4 %. Своим родным языком назвали африкаанс — 60,4 %, южноафриканский английский — 28,9 %, коса — 5,7 %, южный ндебеле — 2,5 %, другие языки — 2,5 %.
В зависимости от дня недели и времени года население Нейчерс-Валли меняется от 100 до 2000 человек.